# ジャパンパラ競技大会
ジャパンパラ競技大会（ジャパンパラきょうぎたいかい、Japan Para Championships）は日本パラスポーツ協会が主催し、日本国内最高の障がい者スポーツ大会と位置づけられて1991年から開催されている一連の競技大会である。競技ごと開催日程、開催地は異なる。2011年以前はジャパンパラリンピックと呼ばれていた。
実施競技は変遷があり、以下の競技の他にアイススレッジホッケーが行われていたことがあったが最近ゴールボールとウィルチェアーラグビーが新たに加えられている。

## 陸上競技
ジャパンパラ陸上競技大会は例年夏か秋に開催される。出場資格は競技団体登録会員で、指定された競技会において標準記録に達している者。パラリンピックまたは世界選手権開催年は代表選考会も兼ねている。
1991年9月28日に江戸川区陸上競技場で男子197名、女子46名うち韓国から7名、タイから15名の海外選手を招待して第1回大会が開催された。

## 水泳競技
ジャパンパラ水泳競技大会は例年9月、パラ五輪開催年は5月の3日間に開催される。世界パラ水泳連盟公認大会。出場資格は12歳以上で指定された競技会での標準記録保持者。会場は原則として横浜国際プール。

## アーチェリー
ジャパンパラアーチェリー競技大会は例年10月に埼玉県障害者交流センターで実施された。
1998年11月21日～11月22日に埼玉県障害者交流センターにおいて男子44名女子6名が参加して第1回大会が開催された。2000年にはシドニーパラリンピック日本代表の選考大会として実施。2002年からは埼玉県内高校との団体対抗戦を実施。2013年まで開催され、現在は実施されていない。

## スキー
クロスカントリースキーとアルペンスキーは2006年以来1月から3月にかけて長野県白馬村で開催。　第一回大会は1994年2月18日～2月20日にブランシュたかやまスキー場で開催された。この時のクロスカントリー競技には男子13名女子3名が、アルペン競技には男子109名女子21名が参加した。2002年までは2競技同時に開催されていたが、2003年からは別個に開催されている。
出場選手は競技者登録と日本障害者スキー連盟傘下の競技団体（日本身体障害者スキー協会、日本チェアスキー協会、日本知的障害者スキー協会、日本障害者クロスカントリースキー協会）の推薦を必要とする。
またアルペンスキーの大会（実施種目はSL、GS、SG、SC）の運営に当たっては国際パラリンピック委員会（IPC）の公認を受けることがある。このため国内選手ばかりでなくオーストラリアや韓国、ニュージーランド、イラン等からの海外選手や競技役員が参加することもあり国際的なスポーツイベントになりつつある。

## ゴールボール
ジャパンパラ競技大会のゴールボール競技は、ジャパンパラゴールボール競技大会（JAPAN PARA Goalball Championships）として、2014年度より日本ゴールボール協会の共催で女子競技が開催されている。
| 年度 | 優勝           | 決勝  | 準優勝         | 会場                       |
| ---- | -------------- | ----- | -------------- | -------------------------- |
| 2014 | 日本A          | 5 - 0 | オーストラリア | 有明スポーツセンター       |
| 2015 | トルコ         | 4 - 3 | ロシア         | 足立区総合スポーツセンター |
| 2016 | イスラエル     | 3 - 2 | 日本A          | 足立区総合スポーツセンター |
| 2017 | 日本           | 7 - 4 | カナダ         | 千葉ポートアリーナ         |
| 2018 | トルコ         | 3 - 0 | 日本           | 千葉ポートアリーナ         |
| 2019 | アメリカ合衆国 | 2 - 1 | 日本A          | 幕張メッセ                 |
| 2021 | 日本A          | 1-0   | 日本B          | 郷土の森総合体育館         |

## 車いすラグビー
ジャパンパラ車いすラグビー競技大会として、毎年1月下旬に実施。日本パラスポーツ協会主催、日本車いすラグビー連盟共催。出場チームは日本代表のほか、海外チームを2～3程度招待している。
「ジャパンパラウィルチェアーラグビー競技大会」として2014年度から開催。ウィルチェアー（wheelchair）は車いすの意味。2019年4月1日、競技名「ウィルチェアーラグビー」を「車いすラグビー」へと日本語表記を変更した（英語表記はそのまま）。それにより、名称が現在の「ジャパンパラ車いすラグビー競技大会」となる。